# SMART (zarządzanie)
S.M.A.R.T. (akronim od ang. Specific, Measurable, Assignable, Realistic, Time-related, dosł. sprytny) – koncepcja formułowania celów w dziedzinie planowania Georga T. Dorana z 1981 r., będąca zbiorem pięciu postulatów dotyczących cech, którymi powinien się charakteryzować poprawnie sformułowany cel.

## Charakterystyka
Zgodnie z akronimem tworzącym nazwę koncepcji, sformułowany cel powinien być:
- Konkretny (ang. Specific) – wskazywać konkretny obszar wymagający poprawy,
- Mierzalny (ang. Measurable) – sformułowany tak, by można było liczbowo wyrazić stopień jego realizacji lub przynajmniej umożliwić jednoznaczną jej „sprawdzalność”,
- Przypisany do kogoś (ang. Assignable) – wskazywać, kto jest odpowiedzialny za jego realizację,
- Realistyczny (ang. Realistic) – możliwy do osiągnięcia przy dostępnych zasobach,
- Określony w czasie (ang. Time-related) – wskazywać, kiedy może zostać osiągnięty.

### Wersja alternatywna
Istnieją też odmienne interpretacje liter tworzących akronim:
- A: ambitious (pl. ambitny)[2] – cel musi być stosunkowo trudny do osiągnięcia, musi stawiać wysoko poprzeczkę, ale jednocześnie być w zgodzie z postulatem osiągalności,
- R: realistic (pl. realistyczny)[2] – w tej wersji literę „A” z akronimu (poprzednio oznaczającą osiągalność) zużyto na „ambitność”, zapewniono postulat realistyczności, który pokrywa się z postulatem osiągalności z pierwotnej wersji akronimu.

- T: tangible (pl. namacalny)[potrzebny przypis] – cel powinien być możliwy do doświadczenia go za pomocą 5 zmysłów, ponieważ taki cel często jest również bardziej konkretny i mierzalny a tym samym bardziej osiągalny. Jeżeli nasz cel nie jest namacalny, powinien być wtedy przynajmniej powiązany z innym namacalnym celem.

### Wersja rozszerzona
Istnieje wersja rozszerzona koncepcji S.M.A.R.T. – S.M.A.R.T.E.R.:
- E: ekscytujący (ang. exciting)[3] – cel powinien być ekscytujący, w żadnym wypadku nie powinien on być obojętny osobie go ustanawiającej; cel ekscytujący motywuje do osiągnięcia go;
- R: zapisany (ang. recorded)[3] – zapisanie celu spełnia kilka funkcji: nie zapomnimy o nim, zapisanie motywuje do jego osiągnięcia – w razie trudności czy ogarniającego nas lenistwa nie można udawać, że cel nigdy nie istniał, gdy jest zapisany.